# Olympique de Marseille
Olympique de Marseille (pronunție în franceză [ɔlɛ̃pik də maʁsɛj], local [ɔlɛ̃pikə də mɑχsɛjə]), de asemenea cunoscut ca și l'OM (AFI: [lo.ɛm], local [lo.ɛmə]) sau simplu Marseille) este un club de fotbal din Marsilia, Franța, care evoluează în Ligue 1.
În anul 1993 a câștigat Liga Campionilor, împotriva echipei AC Milan cu scorul de 1-0, devenind prima și unica echipă franceză care a câștigat vreodată principala competiție europeană inter-cluburi.
Echipa a petrecut cea mai mare parte din istoria ei în Ligue 1, prima ligă de fotbal din Franța. Olympique de Marseille a câștigat de 9 ori titlul de campioană a Franței. În anul 1994 a fost retrogradată din prima ligă din cauza unui scandal de corupție. În 2010 a câștigat din nou campionatul intern.

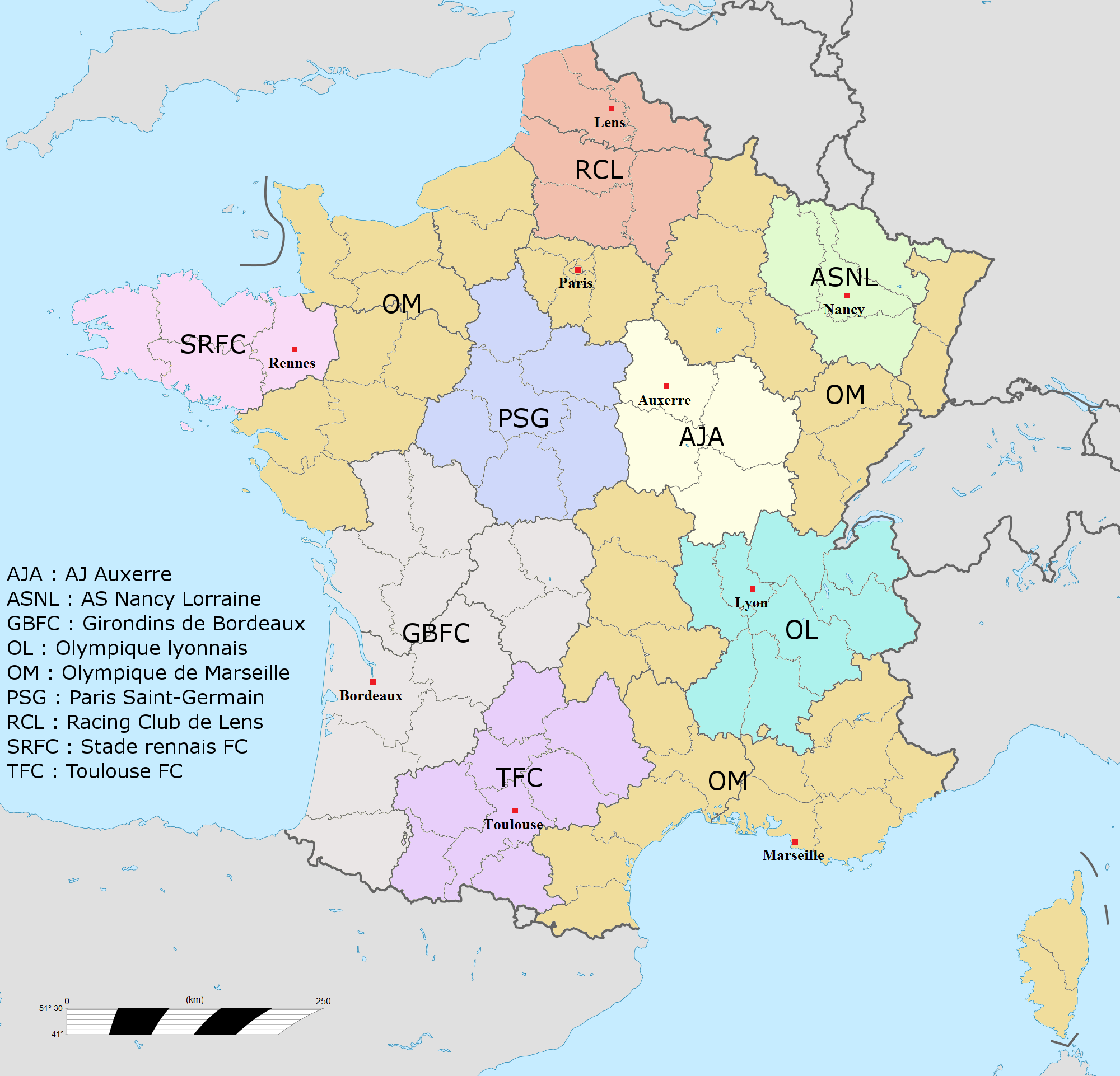
Marseille e cel popular club din Ligue 1

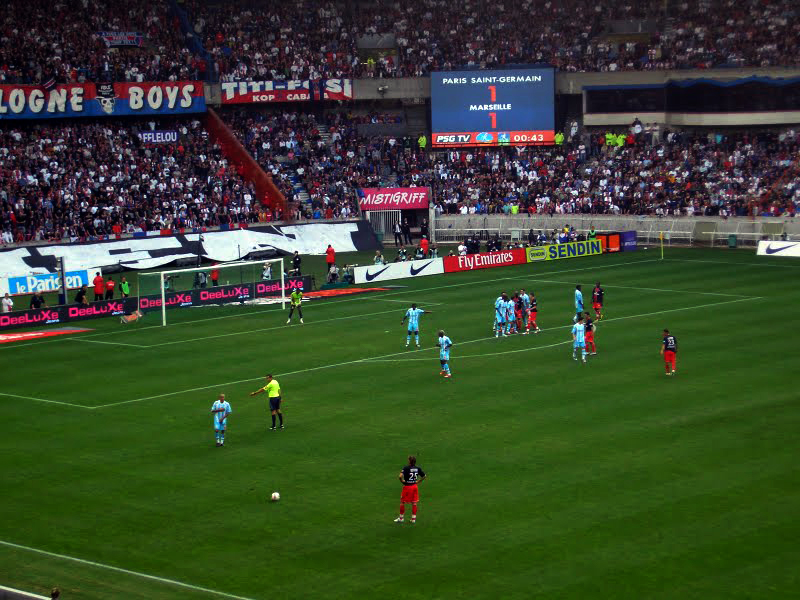
PSG-OM în 2007

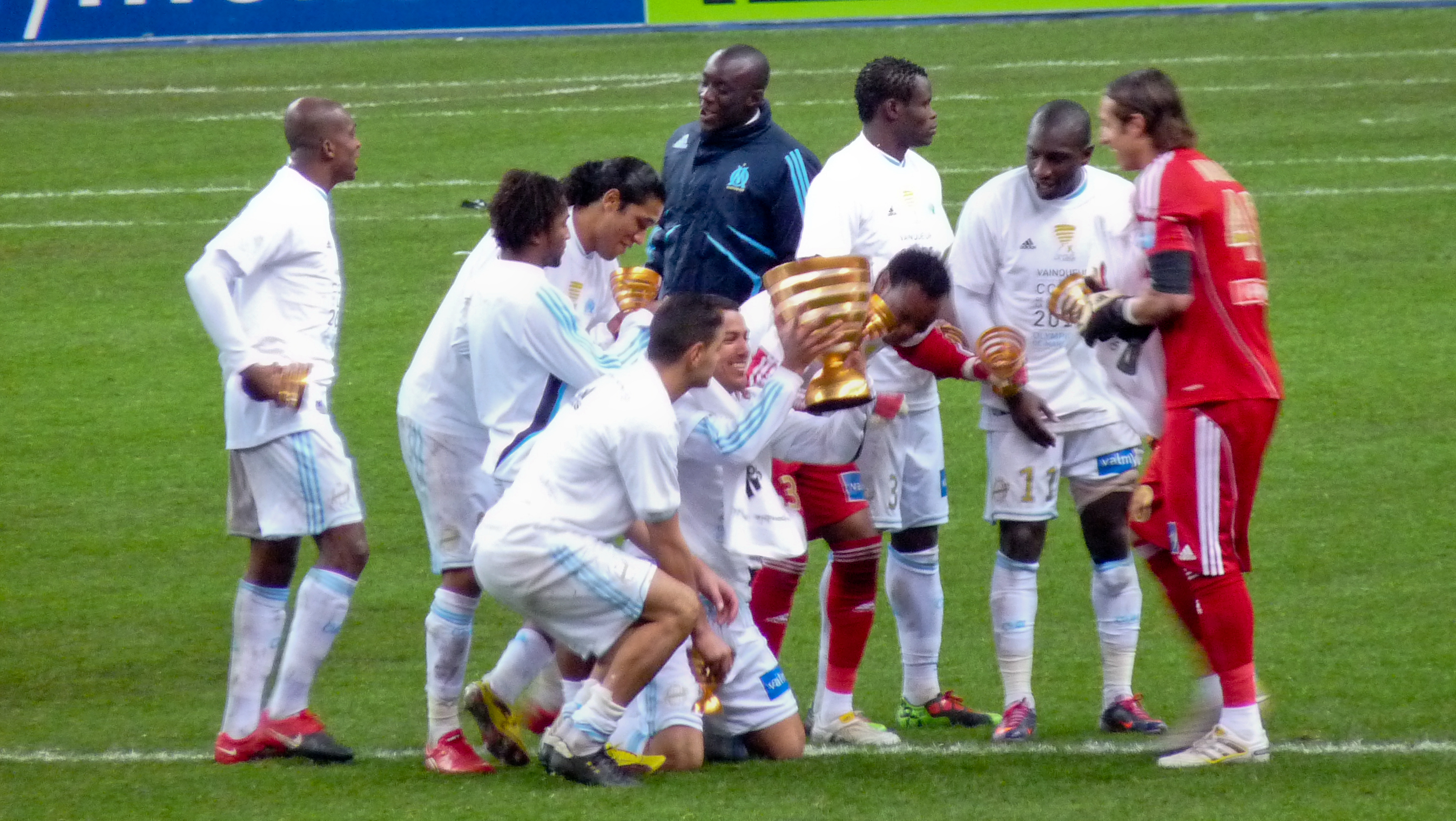
Jucătorii lui Marseille celebrând Coupe de la Ligue 2009-2010

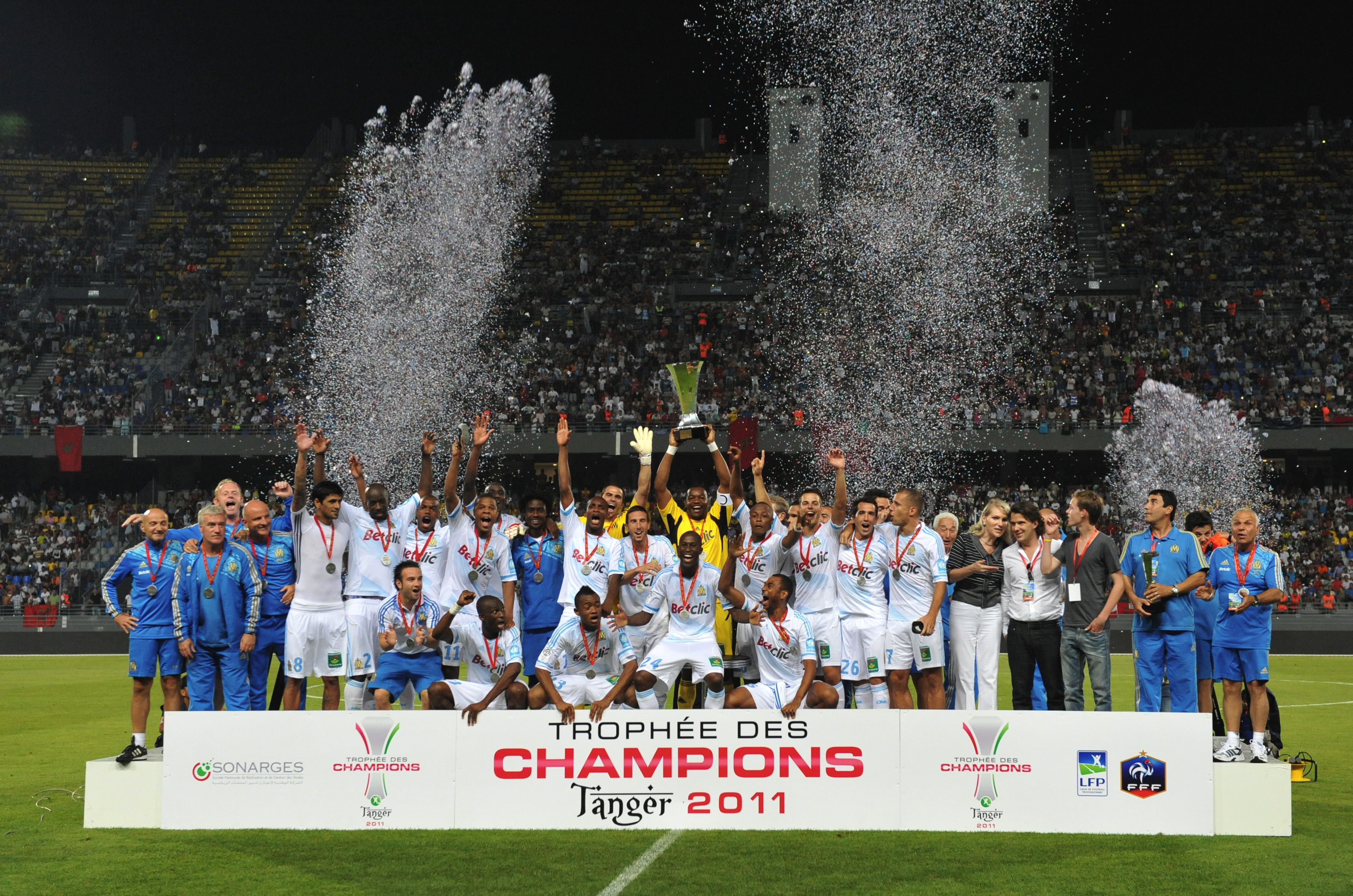
Jucătorii lui Marseille celebrând Trophée des Champions 2011

## Lotul actual
La 6 august 2025.
| Nr. |                  | Poziție | Jucător                    |
| --- | ---------------- | ------- | -------------------------- |
| 1   | Argentina        | P       | Gerónimo Rulli             |
| 4   | Anglia           | F       | CJ Egan-Riley              |
| 5   | Argentina        | F       | Leonardo Balerdi (căpitan) |
| 6   | Elveția          | F       | Ulisses Garcia             |
| 7   | Franța           | A       | Neal Maupay                |
| 8   | Anglia           | M       | Angel Gomes                |
| 9   | Algeria          | A       | Amine Gouiri               |
| 10  | Anglia           | A       | Mason Greenwood            |
| 11  | Maroc            | M       | Amine Harit                |
| 12  | Țările de Jos    | P       | Jeffrey de Lange           |
| 13  | Canada           | F       | Derek Cornelius            |
| 14  | Brazilia         | A       | Igor Paixão                |
| 17  | Anglia           | A       | Jonathan Rowe              |
| 18  | Coasta de Fildeș | F       | Bamo Meïté                 |

| Nr. |                            | Poziție | Jucător                                  |
| --- | -------------------------- | ------- | ---------------------------------------- |
| 19  | Republica Centrafricană    | M       | Geoffrey Kondogbia                       |
| 22  | Statele Unite ale Americii | A       | Timothy Weah (împrumutat de la Juventus) |
| 23  | Danemarca                  | M       | Pierre-Emile Højbjerg (vice-căpitan)     |
| 24  | Camerun                    | M       | François Mughe                           |
| 25  | Franța                     | M       | Adrien Rabiot                            |
| 26  | Maroc                      | M       | Bilal Nadir                              |
| 29  | Spania                     | F       | Pol Lirola                               |
| 32  | Argentina                  | F       | Facundo Medina (împrumutat de la Lens)   |
| 36  | Spania                     | P       | Rubén Blanco                             |
| 48  | Franța                     | A       | Keyliane Abdallah                        |
| 62  | Panama                     | F       | Michael Amir Murillo                     |
| 97  | Gabon                      | A       | Pierre-Emerick Aubameyang                |
|     | Maroc                      | M       | Azzedine Ounahi                          |
|     | Camerun                    | A       | Faris Moumbagna                          |

### Jucători împrumutați
| Nr. |        | Poziție | Jucător                                         |
| --- | ------ | ------- | ----------------------------------------------- |
|     | Canada | M       | Ismaël Koné (la Sassuolo până pe 30 iunie 2026) |

| Nr. |        | Poziție | Jucător                                            |
| --- | ------ | ------- | -------------------------------------------------- |
|     | Franța | M       | Alexi Koum (la Valenciennes până pe 30 iunie 2026) |

## Stadion
Stadionul de casă al echipei Olympique de Marseille este Stade Vélodrome.

## Palmares

### Internațional
Liga Campionilor UEFA
 Campioană (1): 1992-1993
 Finalistă (1): 1990-1991
Cupa UEFA / UEFA Europa League
 Finalistă (3): 1998-1999, 2003-2004, 2017-2018
Cupa UEFA Intertoto
 Campioană (1): 2005

### Național
Ligue 1
 Campioană (9): 1936–37, 1947–48, 1970–71, 1971–72, 1988–89, 1989–90, 1990–91, 1991–92, 2009–10
 Vicecampioană (12): 1937–38, 1938–39, 1969–70, 1974–75, 1986–87, 1993–94, 1998–99, 2006–07, 2008–09, 2010–11, 2012–13, 2019–20
Ligue 2
 Campioană (2): 1983–84, 1994–95
 Vicecampioană (3): 1965-66, 1983-84, 1995-96
Coupe de France
 Campioană (10): 1924, 1926, 1927, 1935, 1938, 1943, 1969, 1972, 1976, 1989
 Finalistă (9): 1934, 1940, 1954, 1986, 1987, 1991, 2006, 2007, 2016
Coupe de la Ligue
 Campioană (3): 2010, 2011, 2012
Trophée des Champions
 Campioană (3): 1971, 2010, 2011
Championnat de France Amateurs
 Campioană (1): 1929
Championnat de France USFSA
 Campioană (1): 1919
Coupe Charles Drago
 Campioană (1): 1957

## Jucători notabili
| - Joseph Alcazar - Manuel Amoros - Jocelyn Angloma - Emmanuel Aznar - Fabien Barthez - Jean Bastien - Hatem Ben Arfa - Laurent Blanc - Basile Boli - Joseph Bonnel - Jean Boyer - Éric Cantona - Cédric Carrasso - Bernard Casoni - Benoît Cheyrou - Djibril Cissé - Georges Dard - Marcel Desailly - Didier Deschamps - Éric Di Meco - Alou Diarra - Jean Djorkaeff - Christophe Dugarry - Mathieu Flamini | - William Gallas - André-Pierre Gignac - Alain Giresse - Bafétimbi Gomis - Claude Makélélé - Steve Mandanda - Jean-Jacques Marcel - Florian Maurice - Samir Nasri - Pascal Olmeta - Jean-Pierre Papin - Dimitri Payet - Robert Pirès - Adil Rami - Loïc Rémy - Franck Ribéry - Roger Scotti - Florian Thauvin - Jean Tigana - Marius Trésor - Mathieu Valbuena - Philippe Vercruysse - Jules Zvunka - Victor Zvunka | - Lorik Cana - Renato Civelli - Lucho González - Gabriel Heinze - Lucas Ocampos - Héctor Yazalde - Michy Batshuayi - Daniel Van Buyten - Blaž Slišković - Brandão - Carlos Mozer - Jairzinho - Luiz Gustavo - Joseph-Antoine Bell - Stéphane Mbia - Nicolas N'Koulou - Joseph Yegba Maya - Alen Bokšić - Mido - Chris Waddle | - Klaus Allofs - Karl-Heinz Förster - Andreas Köpke - Rudi Völler - André Ayew - Abedi Pelé - Willy Kohut - Tony Cascarino - Fabrizio Ravanelli - Didier Drogba - Boudewijn Zenden - Taye Taiwo - Mamadou Niang - César Azpilicueta - Gunnar Andersson - Roger Magnusson - Enzo Francescoli - Josip Skoblar - Dragan Stojković |

## Antrenori
| Perioada                      | Antrenor                                              |
| 1923                          | John McLalhan                                         |
| 1924–1926                     | André Gascard                                         |
| 1926–1927                     | Victor Gibson                                         |
| 1927–1928                     | René Scheibenstock                                    |
| 1928–1930                     | Paul Seitz                                            |
| 1930                          | Peter Farmer                                          |
| 1932–1933                     | Charlie Bell                                          |
| 1933–1935                     | Vincent Diettrich                                     |
| 1935–Octombrie 1938           | József Eisenhoffer                                    |
| Octombrie 1938–1939           | Willy Kohut André Gascard                             |
| 1939–1941                     | József Eisenhoffer                                    |
| Iulie 1941–Ianuarie 1942      | André Gascard                                         |
| Ianuarie 1942–Iulie 1942      | Paul Seitz                                            |
| Iulie 1942–1943               | André Blanc Joseph Gonzales (sau Friedrich Donenfeld) |
| 1943–Ianuarie 1944            | Laurent Henric                                        |
| Ianuarie 1944–Iunie 1944      | Joseph Gonzales                                       |
| Iunie 1944–1946               | Paul Wartel                                           |
| 1946–1947                     | Jules Dewaquez                                        |
| 1947–1949                     | Giuseppe Zilizzi                                      |
| 1949–1950                     | Auguste Jordan                                        |
| 1950–1954                     | Henri Roessler                                        |
| 1954–Februarie 1956           | Roger Rolhion                                         |
| Februarie 1956–Februarie 1958 | Jean Robin                                            |
| Februarie 1958–Iunie 1958     | Giuseppe Zilizzi                                      |
| 1958–1959                     | Louis Maurer                                          |
| 1959–Februarie 1962           | Lucien Troupel                                        |
| Februarie 1962–Iulie 1962     | Otto Glória                                           |
| Iulie 1962–Decembrie 1962     | Armand Penverne                                       |
| Decembrie 1962–Iulie 1963     | Luis Miró                                             |
| 1963–1964                     | Jean Robin                                            |
| 1964–1966                     | Mario Zatelli                                         |
| 1966–Noiembrie 1968           | Robert Domergue                                       |
| Noiembrie 1968–Decembrie 1968 | Jean Djorkaeff                                        |
| Decembrie 1968–Decembrie 1970 | Mario Zatelli                                         |
| Ianuarie 1971–Martie 1972     | Lucien Leduc                                          |
| Martie 1972–Iulie 1972        | Mario Zatelli                                         |

| Perioada                            | Antrenor                       |
| iulie 1972–martie 1973              | Kurt Linder                    |
| martie 1973–august 1973             | Mario Zatelli                  |
| august 1973–decembrie 1973          | Joseph Bonnel                  |
| decembrie 1973–februarie 1974       | Fernando Riera                 |
| februarie 1974–1976                 | Jules Zvunka                   |
| 1976–februarie 1977                 | José Arribas                   |
| februarie 1977–iulie 1977           | Jules Zvunka                   |
| 1977–decembrie 1978                 | Ivan Marković                  |
| decembrie 1978–februarie 1980       | Jules Zvunka                   |
| februarie 1980–septembrie 1980      | Jean Robin                     |
| 1 iulie 1980 – 1 martie 1981        | Albert Batteux                 |
| 14 aprilie 1981–4 octombrie 1984    | Roland Gransart                |
| octombrie 1984                      | Žarko Olarević                 |
| octombrie 1984–1985                 | Pierre Cahuzac                 |
| 1985–1986                           | Žarko Olarević                 |
| 1986–august 1988                    | Gérard Banide                  |
| 25 iulie 1988–septembrie 1990       | Gérard Gili                    |
| 1 septembrie 1990–31 decembrie 1990 | Franz Beckenbauer              |
| ianuarie 1991–iulie 1991            | Raymond Goethals               |
| iulie 1991–octobrie 1991            | Tomislav Ivić                  |
| octobrie 1991–1992                  | Raymond Goethals               |
| 1 iulie 1992–30 noiembrie 1992      | Jean Fernandez                 |
| noiembrie 1992–1993                 | Raymond Goethals               |
| 1993–decembrie 1994                 | Marc Bourrier                  |
| Decembrie 1994                      | Gérard Gili                    |
| 16 decembrie 1994–iunie 1995        | Henri Stambouli                |
| ianuarie 1995–30 iunie 1995         | Henri Stambouli Luka Peruzović |
| iulie 1995–15 septembrie 1995       | Henri Stambouli                |
| septembrie 1995–1997                | Gérard Gili                    |
| 1 iulie 1997–1 noiembrie 1999       | Rolland Courbis                |
| 25 noiembrie 1999–30 iulie 2000     | Bernard Casoni                 |
| 1 iulie 2000–17 noiembrie 2000      | Abel Braga                     |
| 19 noiembrie 2000–25 noiembrie 2000 | Albert Emon Christophe Galtier |
| 27 noiembrie 2000–3 aprilie 2001    | Javier Clemente                |
| 9 aprilie 2001 – 30 iulie 2001      | Tomislav Ivić                  |
| 25 iulie 2001–24 august 2001        | José Anigo                     |

| Perioada                            | Antrenor                         |
| august 2001                         | Josip Skoblar Marc Lévy          |
| 31 august 2001–30 noiembrie 2001    | Tomislav Ivić                    |
| noiembrie 2001–decembrie 2001       | Zoran Vujović                    |
| 8 decembrie 2001–30 iulie 2002      | Albert Emon                      |
| 1 iulie 2002–14 ianuarie 2004       | Alain Perrin                     |
| 14 ianuarie 2004–22 noiembrie 2004  | José Anigo                       |
| noiembrie 2004                      | Albert Emon Jean-Philippe Durand |
| 27 noiembrie 2004–2 iunie 2005      | Philippe Troussier               |
| 1 iulie 2005 – 30 iunie 2006        | Jean Fernandez                   |
| 20 iunie 2006–25 septembrie 2007    | Albert Emon                      |
| 25 septembrie 2007–30 iunie 2009    | Eric Gerets                      |
| 1 iulie 2009–2 iulie 2012           | Didier Deschamps                 |
| 4 iulie 2012–7 decembrie 2013       | Élie Baup                        |
| 7 decembrie 2013–14 mai 2014        | José Anigo (interimar)           |
| 17 mai 2014–8 august 2015           | Marcelo Bielsa                   |
| 19 august 2015 – 19 aprilie 2016    | Míchel                           |
| 20 aprilie 2016 – 20 octombrie 2016 | Franck Passi (interimar)         |
| 20 octombrie 2016–28 mai 2019       | Rudi Garcia                      |
| 28 mai 2019–2 februarie 2021        | Andre Villas-Boas                |
| 2 februarie 2021–26 februarie 2021  | Nasser Larguet (interimar)       |
| 26 februarie 2021–1 iulie 2022      | Jorge Sampaoli                   |
| 4 iulie 2022–iunie 2023             | Igor Tudor                       |
| Iunie 2023–20 septembrie 2023       | Marcelino                        |
| Septembrie 2023–februarie 2024      | Gennaro Gattuso                  |
| Februarie-iunie 2024                | Jean-Louis Gasset                |
| Iunie 2024–                         | Roberto De Zerbi                 |